# Effie M. Morrissey
Le Effie M. Morrissey (aujourd'hui Ernestina-Morrissey) est une goélette commandée par Robert Bartlett qui a effectué de nombreuses expéditions scientifiques dans l'Arctique, parrainées par des musées américains, The Explorers Club et la National Geographic Society. Elle a également aidé à arpenter l'Arctique pour le gouvernement des États-Unis pendant la Seconde Guerre mondiale.
Elle est actuellement désignée par le Département de l'Intérieur des États-Unis comme monument historique national dans le cadre du New Bedford Whaling National Historical Park. C'est le navire de l'État du Massachusetts.

## Historique
Conçu par George McClain de Gloucester pour résister aux coups de vent de l'Atlantique Nord, Effie M. Morrissey était la dernière goélette de pêche construite pour la Wonson Fish Company, lancé le 1er février 1894. Sa coque a été peinte en noir et son premier skipper était William Edward Morrissey, qui l'a nommé d'après son fille Effie Maude Morrissey.

### Pêche
Effie M. Morrissey a d'abord servi pour la pêche à Gloucester pendant onze ans. En 1905, sous la direction d'un nouveau propriétaire, il a commencé à pêcher à Digby, en Nouvelle-Écosse. Puis, en 1914, à Brigus, à Terre-Neuve, il a été utilisé comme navire de pêche et de cabotage le long du littoral de Terre-Neuve-et-Labrador.

### Exploration
En 1925, la goélette est vendue le célèbre explorateur de l'Arctique, le capitaine Robert Bartlett, qui installa un moteur auxiliaire et renforça la coque afin que le navire puisse être utilisé dans les glaces arctiques. En 1926, avec le soutien financier du célèbre éditeur George P. Putnam, Bartlett s'est lancé dans deux décennies d'exploration de l'Arctique à l'aide de ce navire.

### Ernestina
Lorsque le capitaine Robert Bartlett est décédé le 28 avril 1946, Effie M. Morrissey a été vendu aux frères Jackson pour transporter le courrier et les passagers dans un commerce inter-îles dans le Pacifique Sud. Lors de leur voyage vers le Pacifique, il a développé des problèmes en mer, forçant l'équipage à retourner à New York. Le 2 décembre 1947, le bateau a pris feu d'origine indéterminée alors qu'il était amarré à Flushing, New York.
La goélette a été réparée et vendue à Louisa Mendes à Scituate (Massachusetts). Lors d'une traversée transatlantique vers le Cap-Vert avec une cargaison de nourriture et de vêtements, le capitaine Henrique Mendes a réenregistré la goélette sous le nom d'Ernestina, du nom de sa propre fille, et l'a utilisée dans le commerce inter-îles. Ernestina a effectué de nombreux voyages transatlantiques et est tombée en désuétude au Cap-Vert, où elle est restée jusqu'à la fin des années 1960, lorsque l'intérêt s'est manifesté aux États-Unis pour sauver le navire historique. Harry Dugan et la Bartlett Exploration Association de Philadelphie ont fait plusieurs offres d'achat du navire pour le South Street Seaport Museum de New York. En 1977, le Cap-Vert a accepté de donner Ernestina aux  États-Unis.

## Préservation
En août 1982, sa coque est entièrement reconstruite au Cap-Vert et il navigue vers les États-Unis avec un équipage capverdien et américain.
En août 1988, la goélette a fait un voyage de retour à Brigus, Terre-Neuve, domicile du capitaine Bob Bartlett à l'occasion du 113e anniversaire de sa naissance. Ernestina a été désignée par le Département de l'Intérieur des États-Unis comme National Historic Landmark en 1990,, avec une restauration achevée en 1994, et en 1996 est devenue une partie du New Bedford Whaling National Historical Park.
En 2014, le navire a reçu le feu vert du Massachusetts Department of Recreation and Conservation pour subir un projet de restauration de 6 millions de dollars au chantier naval de Boothbay Harbour à Boothbay Harbor, dans le Maine. Après des mois d'attente pour que la météo coopère, le navire a finalement pu atteindre le port de Boothbay en avril 2015.